# Красношапочный пеночковый певун
Красношапочный пе́ночковый певу́н (лат. Leiothlypis ruficapilla) — вид птиц семейства древесницевых. Выделяют два подвида. Распространены в Северной Америке.

## Описание
Красношапочный пеночковый певун достигает длины 11—13 см и массы от 5,7 до 14,2 г; размах крыльев составляет 17—20 см. У взрослых самцов номинативного подвида лоб, макушка, затылок, кроющие перья ушей и бока головы пепельно-серые, центральные перья на макушке с ярко-рыжими основаниями образуют частично скрытое пятно, выступающее на 9—16 мм вдоль средней линии макушки. Бросается в глаза сплошное белое окологлазное кольцо; уздечка также может быть беловатой. Мантия ярко-оливкового цвета, еще ярче — надхвостье, верхняя часть тела оливково-зелёного цвета, заметно контрастирует с серой головой. Крылья и хвост тёмно-оливкового цвета с более светлыми краями перьев. Внутренние опахала наружных рулевых перьев с беловатой окантовкой. Нижняя часть тела от подбородка до подхвостья светло-жёлтого цвета, за исключением небольшого беловатого участка внизу брюха. 

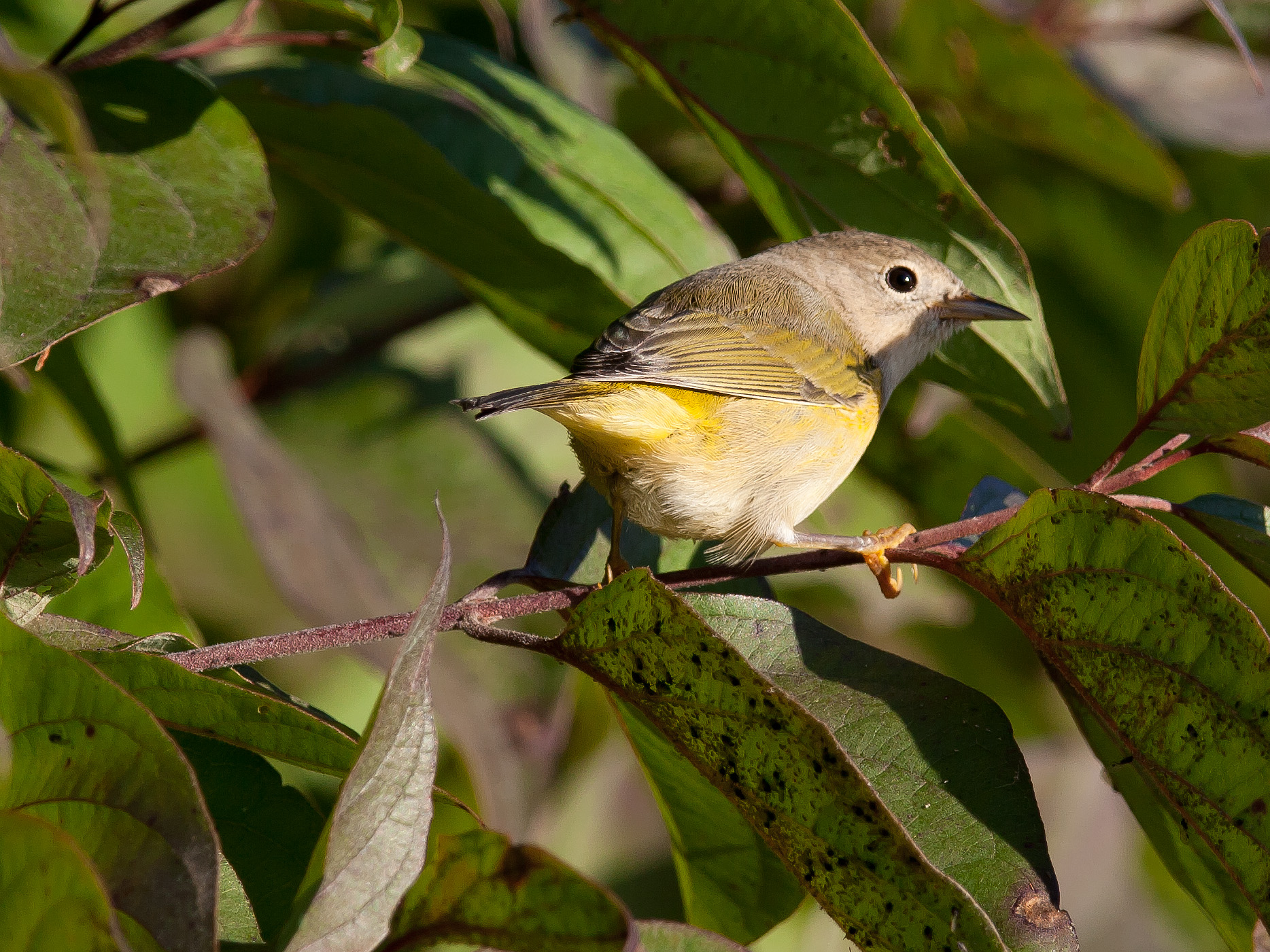
Молодая самка

Самка похожа на самца, но значительно тусклее; голова с оливковым оттенком, меньше контрастирует с оливково-зелёной спиной. Нижняя часть тела бледнее, особенно на горле; рыжеватое пятно на макушке меньше (8-10 мм по средней линии) и бледнее. У взрослых особей клюв тёмно-коричневый или чёрный, основание подклювья светлее, а кончик серовато-коричневый или тускло-бурый. Язык белый. Радужная оболочка тёмно-коричневая или насыщенно-чёрного цвета. У взрослых особей ноги черноватые; ступни оливково-коричневые или оливково-серые, когти тёмно-коричневые. У самок и неполовозрелых птиц голова более тусклого оливково-серого цвета, а горло менее жёлтое. У молодых особей ступни розовато-коричневые, с возрастом темнеющие; пальцы и когти сверху оливковые, снизу тускло-восково-жёлтые.

## Вокализация
Поёт только самец. Песня обычно состоит из двух частей, каждая часть представлена несколькими однотипными слогами: первая часть представляет собой фразу из двух нот, а вторая часть — трель низкого тона из быстрых нот, издаваемых вдвое быстрее, чем в первой части, в общем звучит как «си-бит си-бит сит-бит ти-ти-ти-ти-ти-ти».

## Распространение и места обитания
Гнездовой ареал красношапочного пеночкового певуна занимает северную часть Северной Америки. Выделяют два подвида:
- Leiothlypis ruficapilla ruficapilla (Wilson, 1811) — юг и юго-восток Канады; северо-восток США
- Leiothlypis ruficapilla ridgwayi (van Rossem, 1929) — юго-запад Канады и запад США

На зимовку птицы мигрируют на юг США, в Мексику и частично в Центральную Америку (Гватемала и Сальвадор). Как правило, особи покидают места гнездования в августе и сентябре и начинают прибывать на зимние территории в октябре. Отлет с зимних территорий начинается в марте, а прибытие на места гнездования — в апреле и мае.

## Биология
В сезон размножения в состав рациона красношапочного пеночкового певуна входят исключительно насекомые: мухи, молодые кузнечики и саранча, цикадки, эребиды, гусеницы, а также мелкие точильщики и американская еловая листовертка (Choristoneura fumiferana) (во время вспышек численности в хвойных лесах востока Северной Америки). Зимой рацион дополняется ягодами и нектаром.

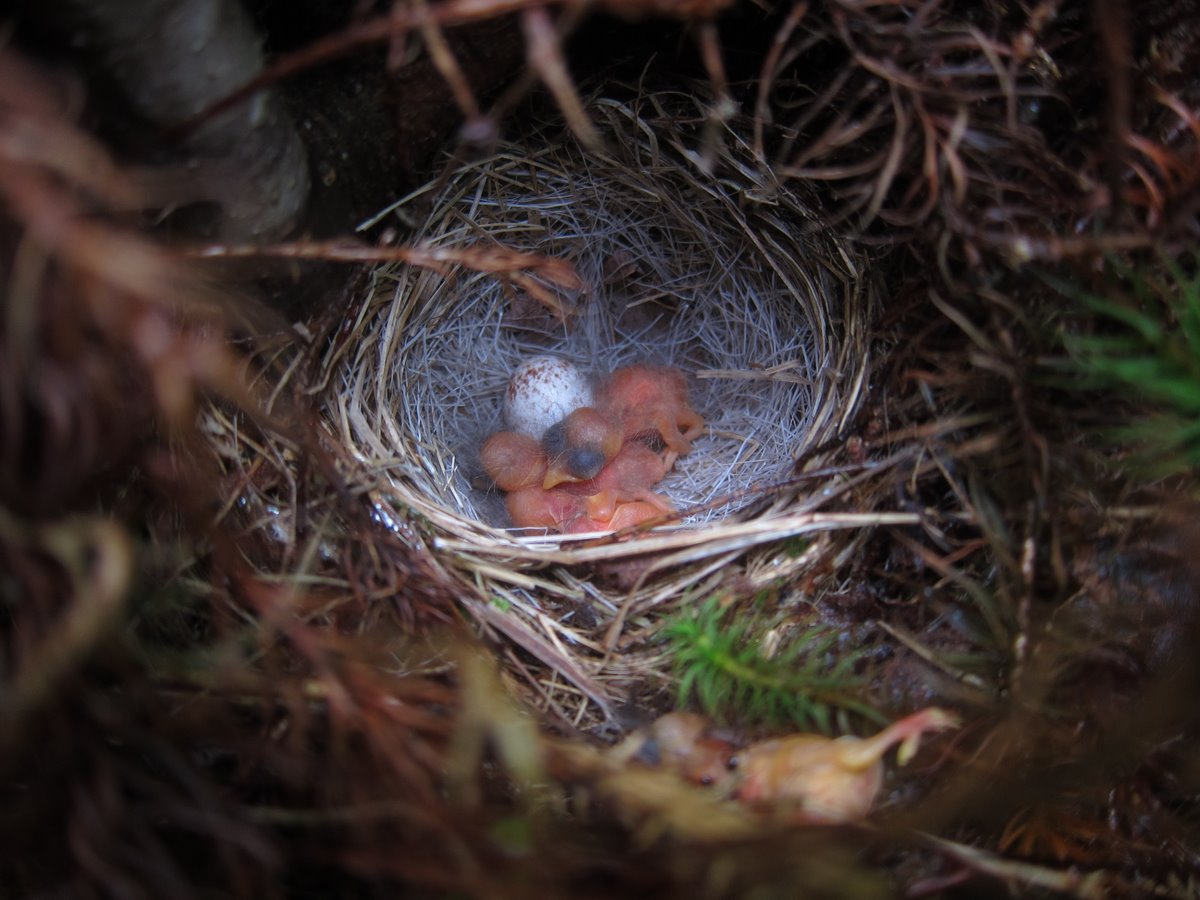
Яйцо и птенцы в гнезде

Гнездо представляет собой аккуратную чашечку из мха, полосок коры, листьев, сосновых иголок и травы. Верх чашечки часто окаймлен мхом, а лоток выстилается мелкой травой или сеном, сосновыми иголками, корешками и шерстью животных. Гнезда обычно располагаются на земле под прикрытием кустов или под небольшими деревьями. В кладке обычно 4—5 яиц, иногда от 3 до 6. Яйца яйцевидной или коротко-яйцевидной формы, белого или кремово-белого цвета, слегка блестящие, обычно с каштановыми или тёмно-рыжими крапинками, в основном сосредоточенными венчиком вокруг большого конца, но иногда равномерно распределенными по всему яйцу. Кладку насиживает только самка в течение 11—12 дней. Самец иногда приносит самке еду в гнездо. Птенцы оперяются через 9—10 дней.